# 大烏爾湖

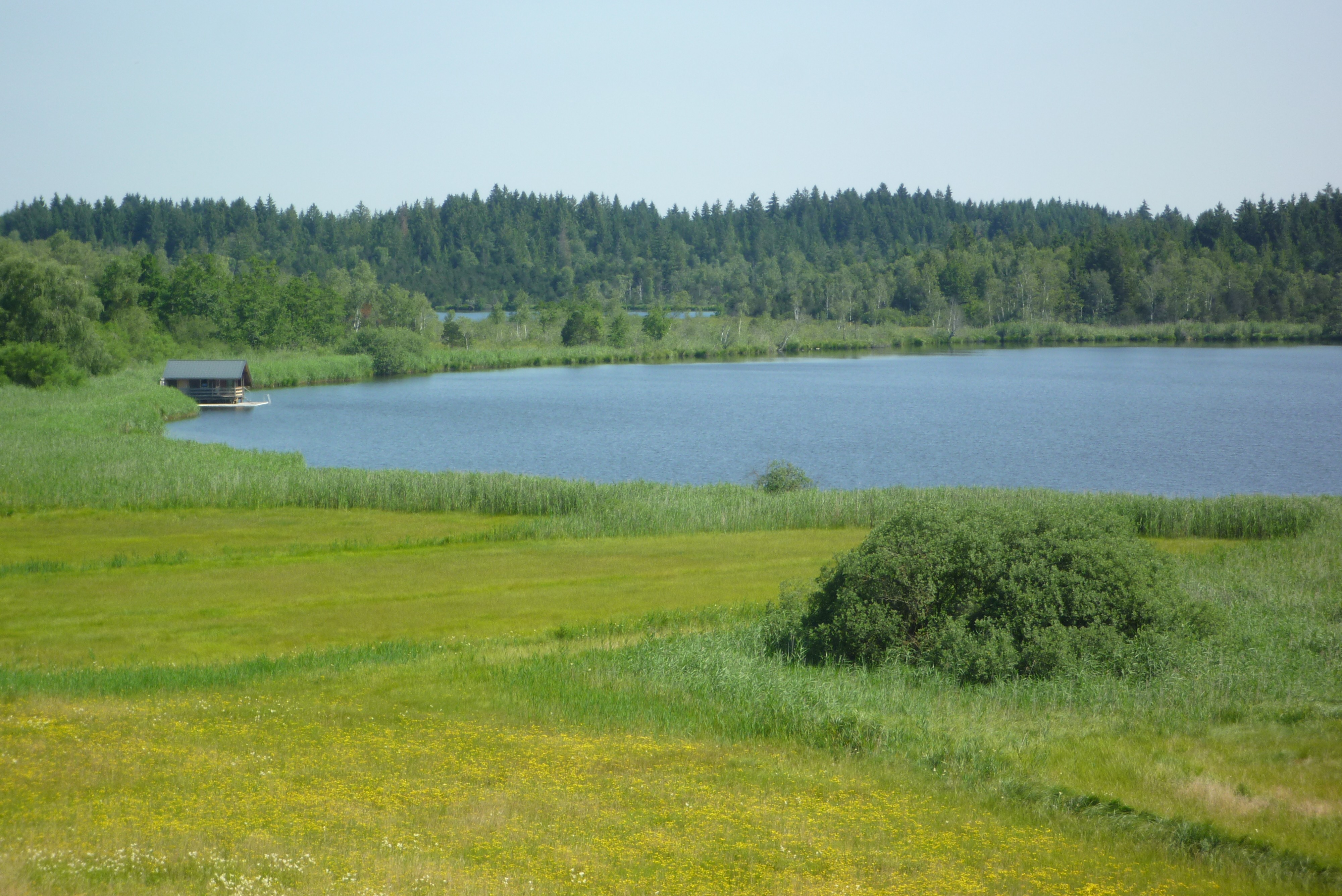

47°45′08″N 10°01′27″E / 47.7521°N 10.0242°E
大烏爾湖（德語：Großer Ursee），是德國的湖泊，位於該國西南部，由巴登-符騰堡州負責管轄，處於阿爾高地區伊斯尼，面積0.19平方公里，海拔高度695米，平均水深4.4米，最大水深9.8米，水體容量85.9萬立方米。